# 鈴木康博 メインストリートをつっ走れ!
『鈴木康博 メインストリートをつっ走れ!』（すずき やすひろ メインストリートをつっぱしれ）は、民放地方ラジオ局向けに放送されている音楽番組である。かしわプロダクション制作。
同番組のタイトルは、鈴木がメンバーだったフォークコーラスグループ・「オフコース」の同タイトル曲からつけたものである。
同番組は、鈴木の音楽仲間を週替わり（邦楽が主で、複数回にまたぐ場合もある）に迎えたゲストコーナーを中心に、鈴木やオフコースの楽曲をはじめとしたリクエスト曲も紹介している。
2022年度改編（3月最終週）からは、タイトルを『鈴木康博 フォークソング・メモリーズ』に改題し、引き続きゲストコーナーを中心にしつつ、フォークソングを特にフィーチャーする内容にリニューアルされた。

## 出演者
- 司会：鈴木康博
- ゲスト（出演の多いゲスト）
  - 11回：沢田聖子
  - 9回：谷山浩子
  - 8回：細坪基佳
  - 7回：沢田知可子、菅原進（ビリーバンバン）
  - 6回：岡本真夜
  - 5回：三浦和人、八神純子、普天間かおり、松本英子、庄野真代
- 番組リニューアル後の初ゲストは、菅原進（ビリーバンバン）。

## ネット局
2022年2月現在
- 西日本放送（RNC）：土曜日 21時 -
- IBC岩手放送（IBC）：日曜日 11時5分 -
- 静岡放送（SBS）：日曜日 23時30分 -
- 信越放送（SBC）：水曜日 18時30分 -